# Islandska vaterpolska reprezentacija
Islandska vaterpolska reprezentacija predstavlja državu Island u športu vaterpolu.

## Nastupi na velikim natjecanjima

### Olimpijske igre
- 1936.: 9. – 16. mjesto